# أستيداميا
أستيداميا (بالإنجليزية: Astydamia) هو جنس من النباتات المزهرة من الفصيلة الخيمية، لها نوعان. وهي مستوطنة في شمال غرب أفريقيا.
تتواجد هذه النبتة في جزر الكناري وموريتانيا والمغرب وجزر سافاج وفي الصحراء الغربية.
اسم جنس أستيداميا هو تكريمًا لأستيداميا (من الأساطير اليونانية) زوجة أكاستوس، ابن بيلياس. وصفت لأول مرة ونشرت في كول. سيدتي. المجلد 5 في الصفحة 53 في عام 1829.
موقع نباتات العالم على الإنترنت يقبل فقط أستيداميا لاتيفوليا (L.f.) بيل.